# Амодово
Амо́дово (рос. Амодово) — село у складі Читинського району Забайкальського краю, Росія. Входить до складу Сівяковського сільського поселення.

## Населення
Населення — 82 особи (2010; 90 у 2002).
Національний склад (станом на 2002 рік):
- росіяни — 89 %